# 綱敷天満宮 (築上町)

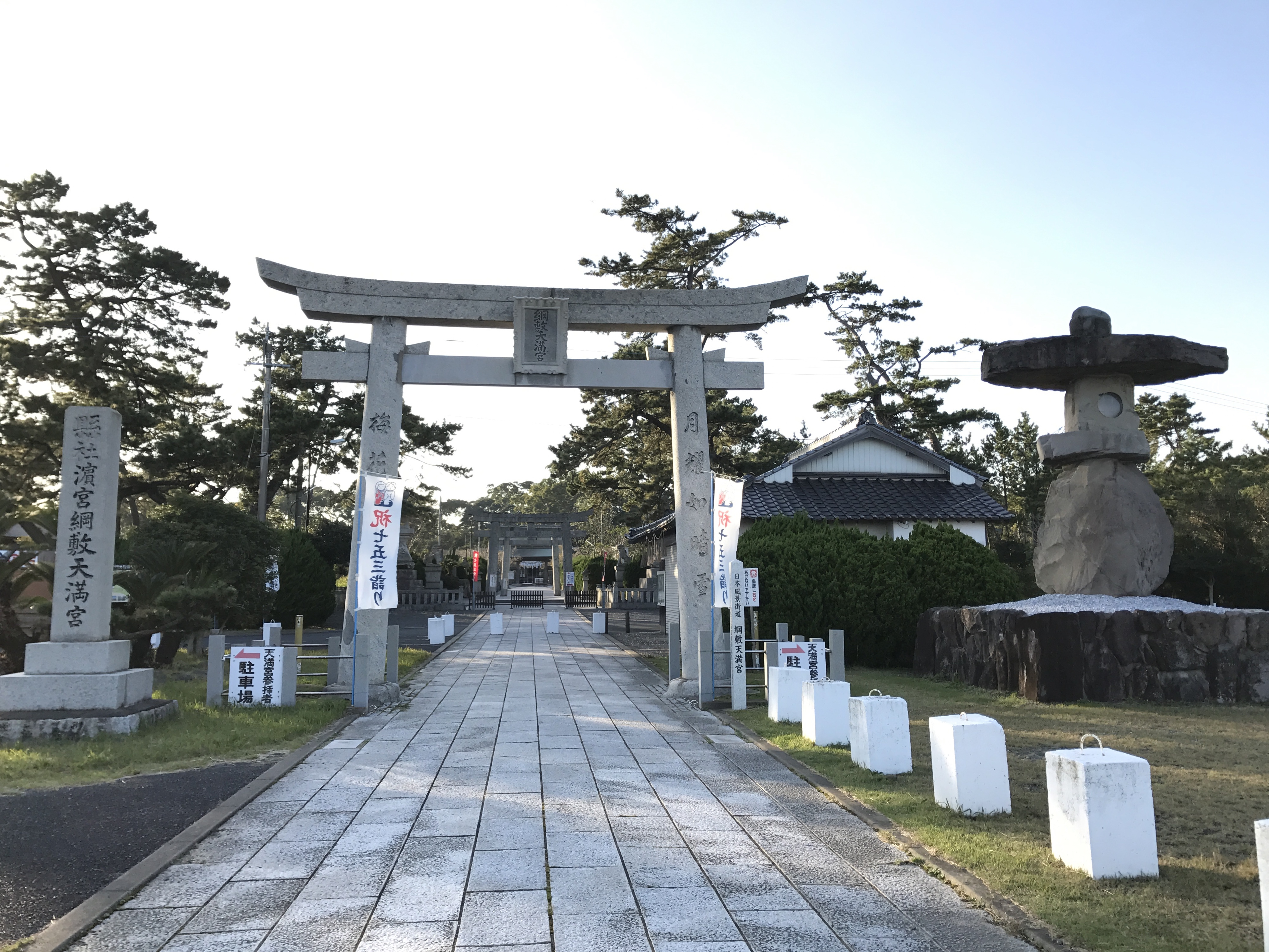
大鳥居

綱敷天満宮（つなしきてんまんぐう）は福岡県築上郡築上町大字高塚に位置する神社。祭神は菅原道真公。旧社格は県社。

## 概要
菅原道真が大宰府に行く途中、嵐の影響でこの地を訪れた時、住民が綱を敷いて迎えたことに由来する。
地元では浜の宮（はまのみや、はまみや）と呼ばれ、年末年始は初詣客で賑わう。また、東の太宰府とも呼ばれ、近隣では梅の名所として知られている。境内には約一千本の梅があり、開花最盛の頃に「しいだ梅祭り」が開催される。
周辺には町営の体育館やグラウンドを揃えたスポーツ施設がある。すぐ隣は周防灘で浜の宮海水浴場があり、周辺は筑豊県立自然公園に指定されており、現在は観光地として海岸沿いは整備されている。

## 所在地
- 福岡県築上郡築上町大字高塚794-2

## 交通
- JR日豊本線椎田駅から徒歩15分（1.2㎞）
- 東九州自動車道椎田インターチェンジから3km